# Ózdi Kohász SE
Az Ózdi Kohász Sport Egyesület (röviden Ózdi Kohász SE) egy 1909-ben alakult labdarúgócsapat volt Ózdon. A klub 4 szezont élt meg a NB I-ben. 2003-ban megszűnt.

## Nevei
A klub fennállása során több alkalommal is nevet változtatott. Korábbi nevei a következők voltak:
- 1909 – 1912: Ózdi Vasgyári Sport Egylet
- 1912 – 1926: Ózdi Vasgyári Alkalmazottak Sport Egyesülete
- 1926 – 1927: Ózdi Vasgyári Testgyakorlók Köre
- 1927 – 1945: MOVE Ózdi Vasgyári Testgyakorló Köre
- 1945 – 1949: Ózdi Vasas Testgyakorlók Köre
- 1949 – 1951: Ózdi Vasas SzIT Testgyakorlók Köre
- 1951 – 1959: Ózdi Vasas Sport Kör
- 1959 – 2003: Ózdi Kohász Sport Egyesület

## Magyar élvonalbeli bajnoki szereplések
| Idény   | helyezés | Idény | helyezés | Idény | helyezés | Idény   | helyezés |
| ------- | -------- | ----- | -------- | ----- | -------- | ------- | -------- |
| 1961–62 | 13. hely | 1965  | 11. hely | 1966  | 13. hely | 1981–82 | 18. hely |

## Híres labdarúgói
* A félkövérrel írt játékosok rendelkeznek felnőtt válogatottsággal.
- Csernai Tibor
- Szendrei Béla